# インゲンリート
インゲンリート (ドイツ語: Ingenried) は、ドイツ連邦共和国バイエルン州オーバーバイエルン行政管区のヴァイルハイム＝ショーンガウ郡に属す町村（以下、本項では便宜上「町」と記述する）であり、アルテンシュタット行政共同体を構成する自治体の一つである。

## 地理
インゲンリートはオーバーラント地方に位置する。

### 自治体の構成
この町は、公式には 5つの地区 (Ort) からなる。このうち小集落や孤立農場などを除く集落を以下に列記する。
- エルベンシュヴァング
- フッテンリート
- インゲンリート
- クロッテンヒル

## 歴史
かつてシュタインガーデン修道院の裁判管轄に属したこの町は所領交換により1785年に重罪裁判権とともにアウクスブルク司教本部に移された。これによりアウクスブルク司教領、すなわちフュッセン聖マンク修道院領となった。1803年の帝国代表者会議主要決議以降、この町はバイエルン領となった。バイエルンの行政改革に伴う1818年の市町村令によって現在の自治体が成立した。

### 人口推移
- 1970年 648人
- 1987年 687人
- 2000年 822人

## 行政
町長はゲオルク・ザウルである。

## 文化と見所

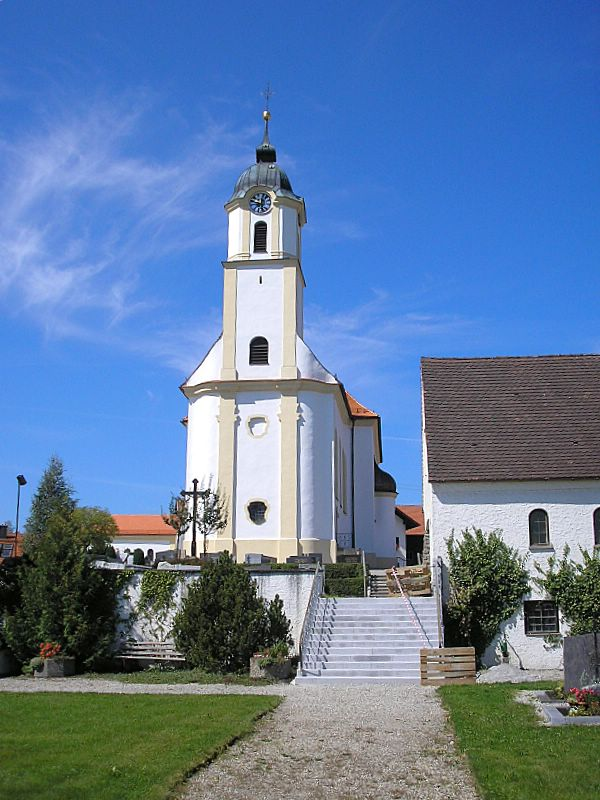
聖ゲオルク教区教会

インゲンリートの重要な文化財はカトリックの聖ゲオルク教区教会である。

## 人物

### 出身者
- マルティン・ボース（1762年 - 1825年）神学者。

## 引用
1. ↑  https://www.statistikdaten.bayern.de/genesis/online?operation=result&code=12411-003r&leerzeilen=false&language=de Genesis-Online-Datenbank des Bayerischen Landesamtes für Statistik Tabelle 12411-003r Fortschreibung des Bevölkerungsstandes: Gemeinden, Stichtag (Einwohnerzahlen auf Grundlage des Zensus 2011)
2. ↑  Bayerische Landesbibliothek Online